# Distrito de Skagway

Localização de Skagway no Alasca

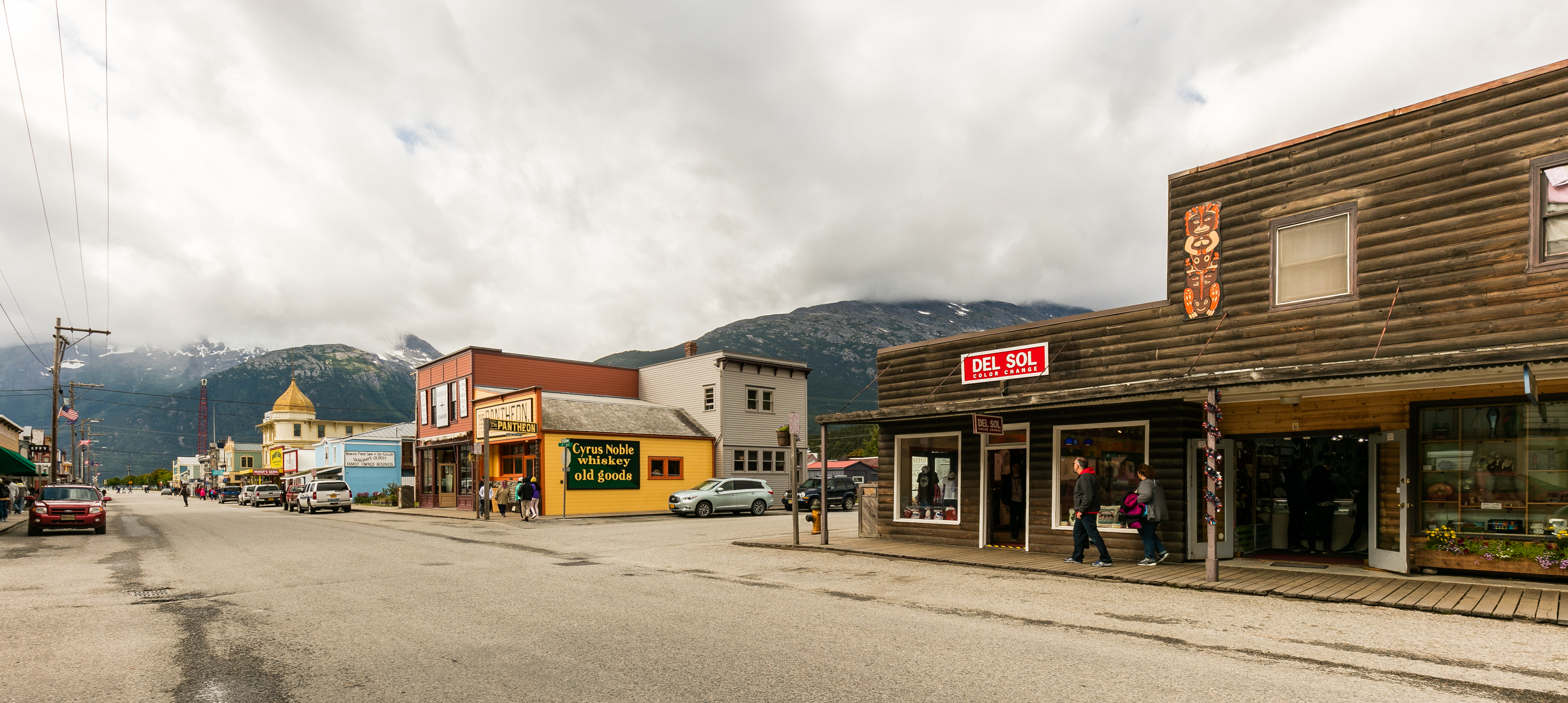
Skagway

O Distrito de Skagway é um dos 18 distritos organizados do Estado americano do Alasca. É um distrito organizado, ou seja, que possui o poder e o dever de fornecer certos serviços públicos aos seus habitantes. Em 25 de Junho de 2007, foi reincorporado como distrito, deixando de ser cidade. Possui uma área de 1,202 km², e uma população estimada do distrito de 1.119 habitantes, resultando em uma densidade demográfica de aproximadamente 0,93 hab/km². Foi fundada em 1897. 
1. ↑  «QuickFacts: Skagway Municipality, Alaska». United States Census Bureau. Consultado em 2 de julho de 2025